# Alain Minc
Alain Minc (Parijs, 15 april 1949) is een Frans politiek consulent, economist, essayist en ondernemer.

## Levensloop
Minc is een zoon van Joseph Minkowski (1908-2011) en Lisa Bogacz. Joseph, beroepshalve tandarts, werd geboren binnen de Joodse gemeenschap van Brest-Litovsk, werd lid van de clandestiene communistische partij in Polen en koos voor de ballingschap in Bordeaux.
Tijdens de Tweede Wereldoorlog sloot hij zich aan bij het Franse Verzet. In 1947 behaalde hij zijn diploma van tandarts en vestigde zijn kabinet in de Parijse Rue Chapon. In 1967 verliet hij de Franse Communistische Partij.
Alain studeerde aan het Lycée Turgot en vervolgens aan het École nationale supérieure des mines de Paris en promoveerde in 1968 tot ingenieur. Hij promoveerde in 1971 aan het Institut d'études politiques de Paris en vervolgens aan het École nationale d'administration (promotie Léon Blum), waar hij als eerste uit de examens kwam.

## Beroepsloopbaan
Hij werd ambtenaar bij de Inspectie van Financies. Zijn eerste bekende realisatie was het Rapport Nora-Minc over de samenleving en de informatica.
In 1979 verliet hij de ambtenarij en werd financieel directeur bij Saint-Gobain. Hij werd actief in het nemen van participaties bij informaticabedrijven, onder meer 33 % van Olivetti, geleid door Carlo de Benedetti. In 1983 stelde hij aan Saint-Gobin voor om de controle te nemen over de Compagnie Générale des Eaux.
In 1986 verliet hij Saint-Gobain om voor Carlo de Benedetti te werken als bestuurder-zaakvoerder van Cerus. Hij was toen de belangrijkste inspirator van het beroemde en mislukte overnamebod door de Benedetti uitgebracht op de Société Générale de Belgique, hetgeen uitmondde op een financieel fiasco. Carlo de Benedetti dankte hem af in april 1991. Hij bleef of werd bestuurder van vennootschappen, onder meer Valeo.
In 1985 werd hij voorzitter van de Société des lecteurs du journal Le Monde en van 1994 tot 2008 was hij voorzitter van de raad van commissarissen van deze krant.
Minc werd soms bekritiseerd omdat hij gelijktijdig concurrenten diende. Dit was het geval toen hij als raadgever optrad zowel voor Gérard Mestrallet, pdg van Suez, als voor diens tegenstrever Albert Frère. Er waren nog andere gelijkaardige gevallen.
Hij was lid van invloedrijke denktanks zoals de Stichting Saint-Simon, waarvan hij penningmeester was, en Le Siècle. Hij publiceerde ongeveer elk jaar een essay en bleef consultant bij talrijke Franse ondernemingen.
Op de tv-zender Direct 8 werd hij in de jaren 2007-2008 commentator in een uitzending onder de naam Face à Face à Alain Minc.
Hij steunde Nicolas Sarkozy, en kon hem ertoe bewegen de publiciteit te verwijderen van de openbare televisie.
Hij werd in 2012 voorzitter van de raad van beheer van de Société des Autoroutes du Nord et de l'Est de la France. Hij was ook bestuurder van VINCI, Prisa, CaixaBank, Fnac, Poweo Direct Énergie, Ingenico en Yves Saint Laurent.
Hij steunde Édouard Balladur bij de presidentsverkiezingen van 1995, in 2012 steunde hij Nicolas Sarkozy, in 2017 Alain Juppé en vervolgens Emmanuel Macron.

## Polemieken

### Veroordeling voor plagiaat
Alain Minc werd in 2001 veroordeeld vanwege plagiaat in zijn boek Spinoza, un roman juif, waarin delen overgenomen waren uit Spinoza, le masque de la sagesse van Patrick Rödel uit 1997.
In 2013 werd hij vervolgd door de journaliste Pascale Froment, omdat hij 300 maal plagiaat had gepleegd op zijn boek over René Bousquet. Hij werd tot 5.000 euros schadevergoeding veroordeeld en tot intrekking van de boeken om ze te vervangen door nieuwe druk.

### Verklaringen betreffende paus Benedictus XVI
Op 25 augustus 2010 reageerde hij op verklaringen van Benedictus XVI, die hij als een kritiek had opgevat aangaande de opheffing van de kampen en de uitwijzing van Roma. Volgens hem kwam het niet aan een Duitser toe om dergelijke kritiek te uiten.
Zijn verklaring werd slecht onthaald in de katholieke Franse middens. De oud-minister Christine Boutin, de parlementsleden Yannick Favennec en Christian Vanneste veroordeelden zijn woorden en eisten dat hij niet langer als officieus raadgever van de Franse president zou worden weerhouden.

## Privéleven
Alain Minc is gehuwd en heeft drie kinderen.

## Publicaties
- (met Simon Nora) L’informatisation de la société, verslag aan de president van de republiek, Parijs, La Documentation française, 1978 en Éditions du Seuil, 1978, ISBN 978-2-02-004974-0
- L’Après-crise est commencé, Parijs, Gallimard, 1982.
- L’Avenir en face, Parijs, Seuil, 1984.
- Le Syndrome finlandais, Parijs, Seuil, 1986.
- La Machine égalitaire, Parijs, Grasset, 1987.
- La grande illusion, Parijs, Grasset, 1989.
- La Vengeance des nations, Parijs, Grasset, 1990.
- L’Argent fou, Parijs, Grasset, 1990.
- Français, si vous osiez. Parijs, Grasset, 1991.
- Le Média choc, Parijs, Grasset, 1992.
- Le Nouveau Moyen Âge, Parijs, Gallimard, 1994.
- La France de l'an 2000, Parijs, Odile Jacob, 1994
- (met Philippe Seguin & Eric Laurent) Deux France ?, Parijs, Plon, 1994.
- Contrepoints, Parijs, Librairie générale française, 1994-2002
- L’Ivresse démocratique, Parijs, Gallimard, 1994.
- Louis-Napoléon revisité, Parijks, Gallimard, 1996.
- Antiportraits, Parijs, Gallimard, 1996.
- La Mondialisation heureuse, Parijs, Plon, 1997.
- Au nom de la loi, Parijs, Gallimard, 1998.
- Spinoza : un roman juif, Parijs, Gallimard, 1999.
- www.capitalisme.fr, Parijs, Grasset, 2000.
- Le Fracas du monde : Journal de l'année 2001, Parijs, Seuil, 2002.
- Épîtres à nos nouveaux maîtres, Parijs, Grasset, 2002.
- Les Prophètes du bonheur : une histoire personnelle de la pensée économique, Parijs, Grasset, 2004.
- Ce monde qui vient, Parijs, Grasset, 2004.
- (met Nicolas Baverez, Jean-Baptiste de Foucauld et Alain Houziaux) Le Chômage, à qui la faute ?, éditions de l'Atelier, 2005.
- Le Crépuscule des petits dieux, Parijs, Grasset, 2005.
- Une sorte de diable : les vies de John Maynard Keynes, Parijs, Grasset, 2007.
- Une histoire de France, Parijs, Grasset, 2008.
- Dix Jours qui ébranleront le monde, Parijs, Grasset, 2009.
- Une histoire politique des intellectuels, Parijs, Grasset, 2010.
- Un petit coin de paradis, Parijs, Grasset, 2011.
- L’Âme des nations, Parijs, Grasset, 2012.
- L’Homme aux deux visages. Jean Moulin, René Bousquet, itinéraires croisés, Parijs, Grasset, 2013.
- Vive l’Allemagne !, Parijs, Grasset, 2013.
- Le Mal français n’est plus ce qu’il était, Parijs, Grasset, 2014.
- Un Français de tant de souches, Parijs, Grasset, 2015.
- Mirabeau criait si fort que Versailles eut peur, Parijs, Grasset, 2017.

## Voetnoten
1. ↑  Joseph Minc, L'extraordinaire histoire de ma vie ordinaire, Parijs, Le Seuil, 2006, ISBN 978-2020893237.
2. ↑  Annuaire des Mines (Paris - Saint-Étienne - Nancy), Parijs.
3. ↑  De Benedetti poursuit en justice les « bonnes » affaires d’Alain Minc et Pierre Bergé, David Dufresne, Laurent Mauduit, 15 janvier 2008. Gearchiveerd op 29 juni 2021.

- Biblioteca Nacional de España: XX1120921
- Bibliothèque nationale de France: cb11916211q (data)
- Catàleg d'autoritats de noms i títols de Catalunya: 981058519590006706
- CiNii: DA01401506
- Gemeinsame Normdatei: 119386380
- International Standard Name Identifier: 0000 0001 0859 8295
- Library of Congress Control Number: n78084066
- Nationale Bibliotheek van Israël: 987007265291105171
- Nederlandse Thesaurus van Auteursnamen: 07352039X
- Istituto Centrale per il Catalogo Unico: CFIV036079
- Système universitaire de documentation: 027030989
- Virtual International Authority File: 108970865
- WorldCat: E39PBJqw3vy6d3c9kw7pB4bjmd